# 木曾山脈

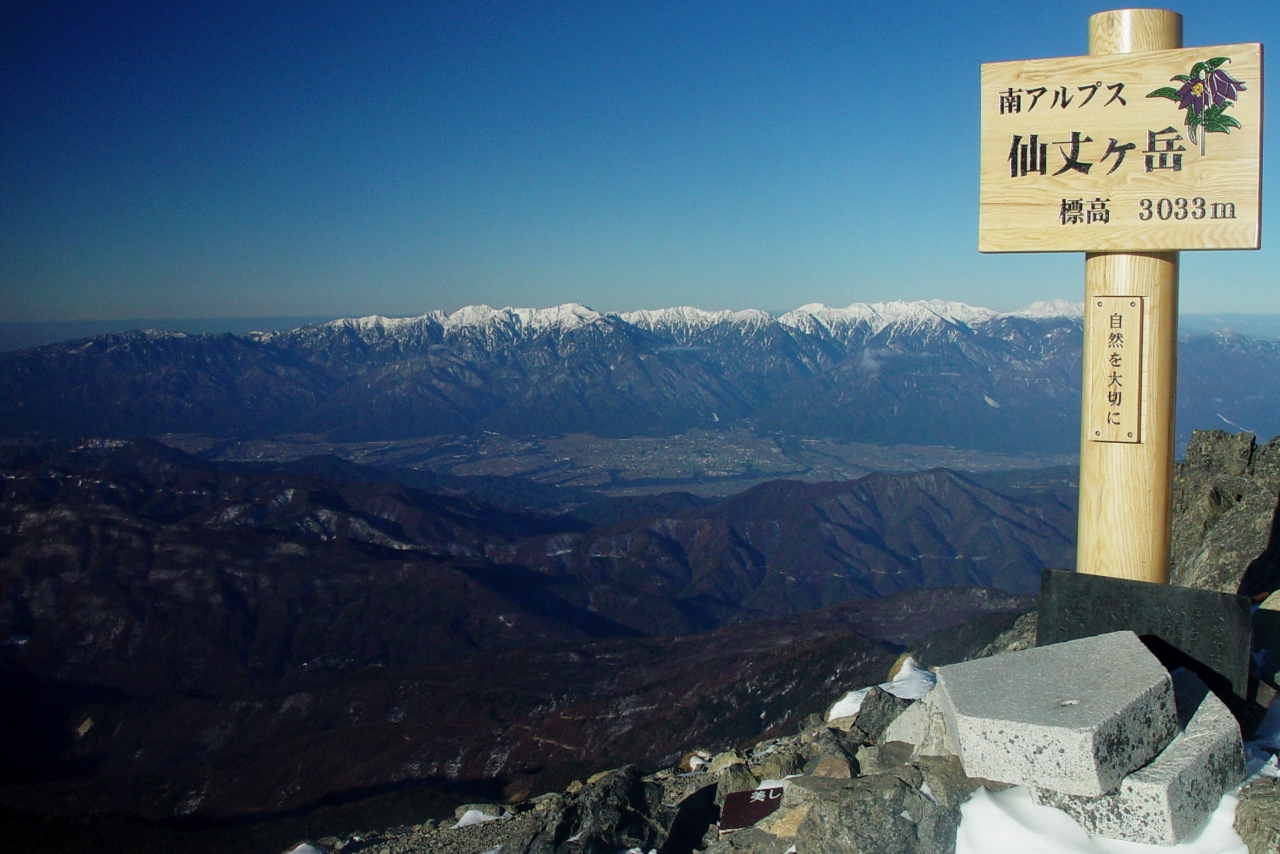
从赤石山脈看的木曾山脈

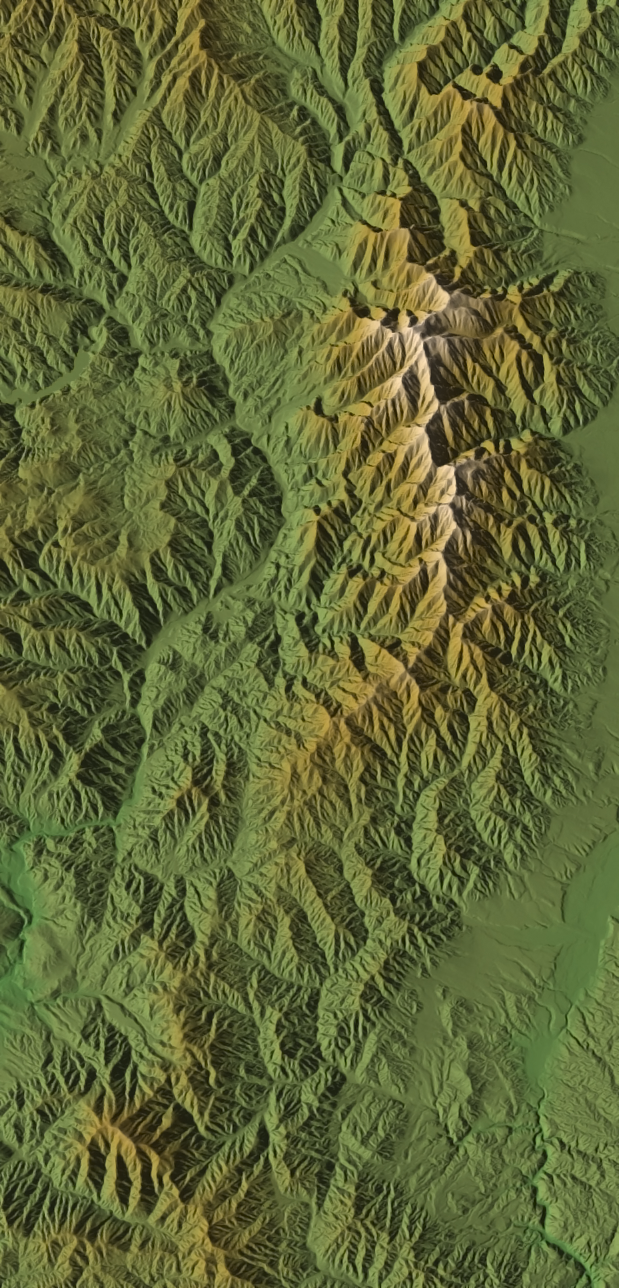
木曾山脈電腦圖像

木曾山脈（日语：／ Kiso sanmyaku */?）是位於日本本州中央長野縣，介於木曾川與天龍川之間的南北向山脈。通称中央阿爾卑斯。與飛驒山脈（北阿爾卑斯）、赤石山脈（南阿爾卑斯）共同組成日本阿爾卑斯山。

## 地形
木曾山脈不同於飛驒山脈及赤石山脈，沒有3,000公尺級山岳，山列也僅單純一列，東西不寬，因此整體規模較小。最高峰是2,956公尺的木曾駒岳。
木曾駒岳以北是由中古生層的砂岩、頁岩、石灰岩所構成，以南是以花崗岩為主。
從主稜線往南經三河高原、尾張丘陵、知多丘陵，可延伸至知多半島最南端的羽豆岬。
木曾山脈多深谷，有「八百八谷」之稱。另外，以伊那地方天龍川支流為中心，可見「與田切川」、「太田切川」等以「○○田切川」命名的河川。這是由於河流到寬廣處後堆積形成沖積扇，之後在斷層活動與河川侵蝕作用下深切沖積扇，形成所謂的田切地形而得名。

### 範圍
木曾山脈的範圍尚未有明確定義，最廣的是從經岳至大川入山全長約65公里的範圍。也有人定義是僅從大棚入山（或權兵衛峠）至摺古木山（或大平峠）的約35公里。除此之外，一般的南界是定在惠那山。另外還有更為往西南延伸至跨越矢作川水系上村川的三國山的看法。
木曾山脈與御嶽山之間為日本代表河川木曾川，兩者明顯屬於不同山系，但在登山指南等資料中，由於木曾山脈資訊量少，常常與御嶽山一同介紹，容易造成民眾誤解。

## 公園指定
飛驒山脈屬於中部山岳國立公園，赤石山脈屬於南阿爾卑斯國立公園，然而木曾山脈在過去未劃入任何一座國定公園。僅成立縣立自然公園「木曾山脈縣立公園」。這也有部分是考慮到當地重要的林業活動（木曾檜）。2020年3月27日、日本在此設立國內第57座國定公園中央阿爾卑斯國定公園。
南部惠那山的岐阜縣側屬於胞山縣立自然公園。

## 植被
包含了木曾駒岳的濃池、寶劍岳的千疊敷冰斗與極樂平、三之澤岳、南駒岳的折缽窪冰斗等，飛驒山脈東面有發達的圈谷地形。這些圈谷是高山植物的大規模生長地。如同飛驒山脈與赤石山脈，海拔1,500-1,600公尺左右屬於落葉闊葉林、1,500-1,600公尺至2,500公尺左右是亞高山帶針葉林，在此之上是森林界線的偃松帶、高山植被。昭和30年代以前，木曾駒岳至空木岳的偃松帶有岩雷鳥棲息，現在已在木曾山脈滅絕。將棊頭山到仙涯嶺的稜線可見木曾山脈高山帶特有種駒薄雪草。
| 駒薄雪草 （木曾駒岳特有種） | 信濃金梅與白山一花 千疊敷冰斗的高山植物 | 小梅蕙草與信濃金梅 折缽窪冰斗高山寒原 |

## 登山與觀光
江戶時代作為山岳信仰對象的木曾駒岳，其近代登山活動起於1891年（明治24年）登頂的沃爾特·韋斯頓。隨著木曾駒岳山頂周邊的山小屋與登山道陸續整備完成，昭和時代的登山者開始增加。1967年（昭和42年）7月的駒岳空中纜車啟用後，更吸引了眾多登山客與觀光客造訪纜車終點站千疊敷與木曾駒岳。越百山以北有在登山季節營業的有人山小屋，以南只有無人避難小屋，登山客較少。登山道上的露營指定地僅有駒岳頂上山莊一處。

## 主要山峰

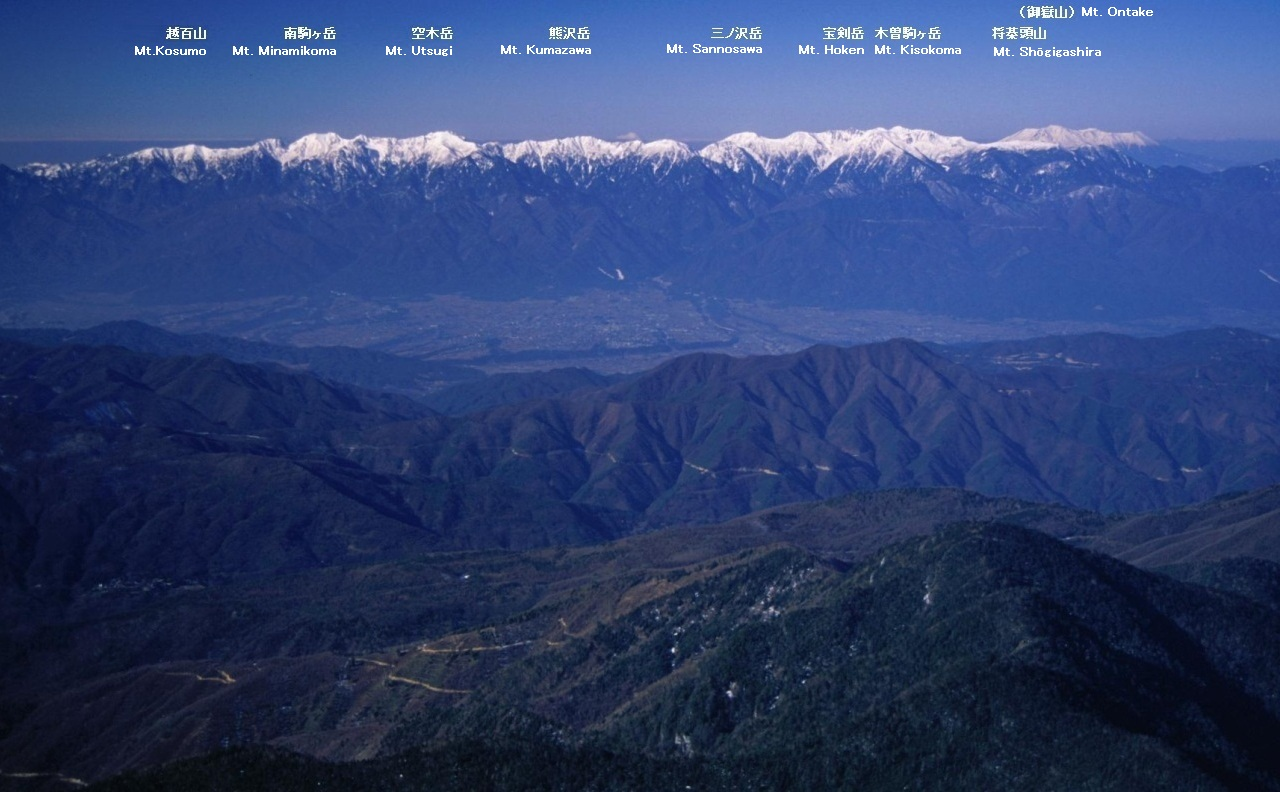
仙丈岳眺望木曾山脈

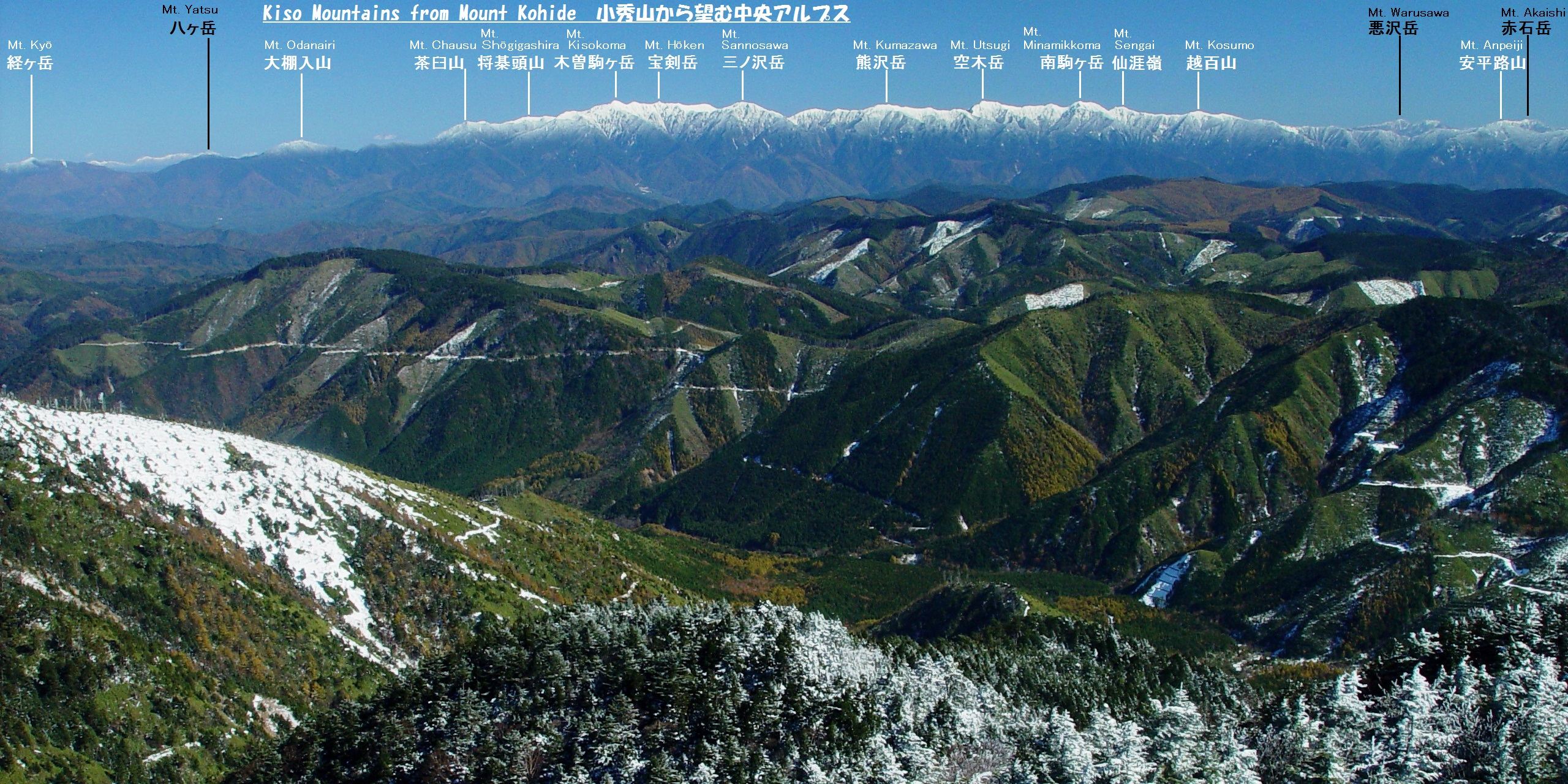
小秀山眺望木曾山脈

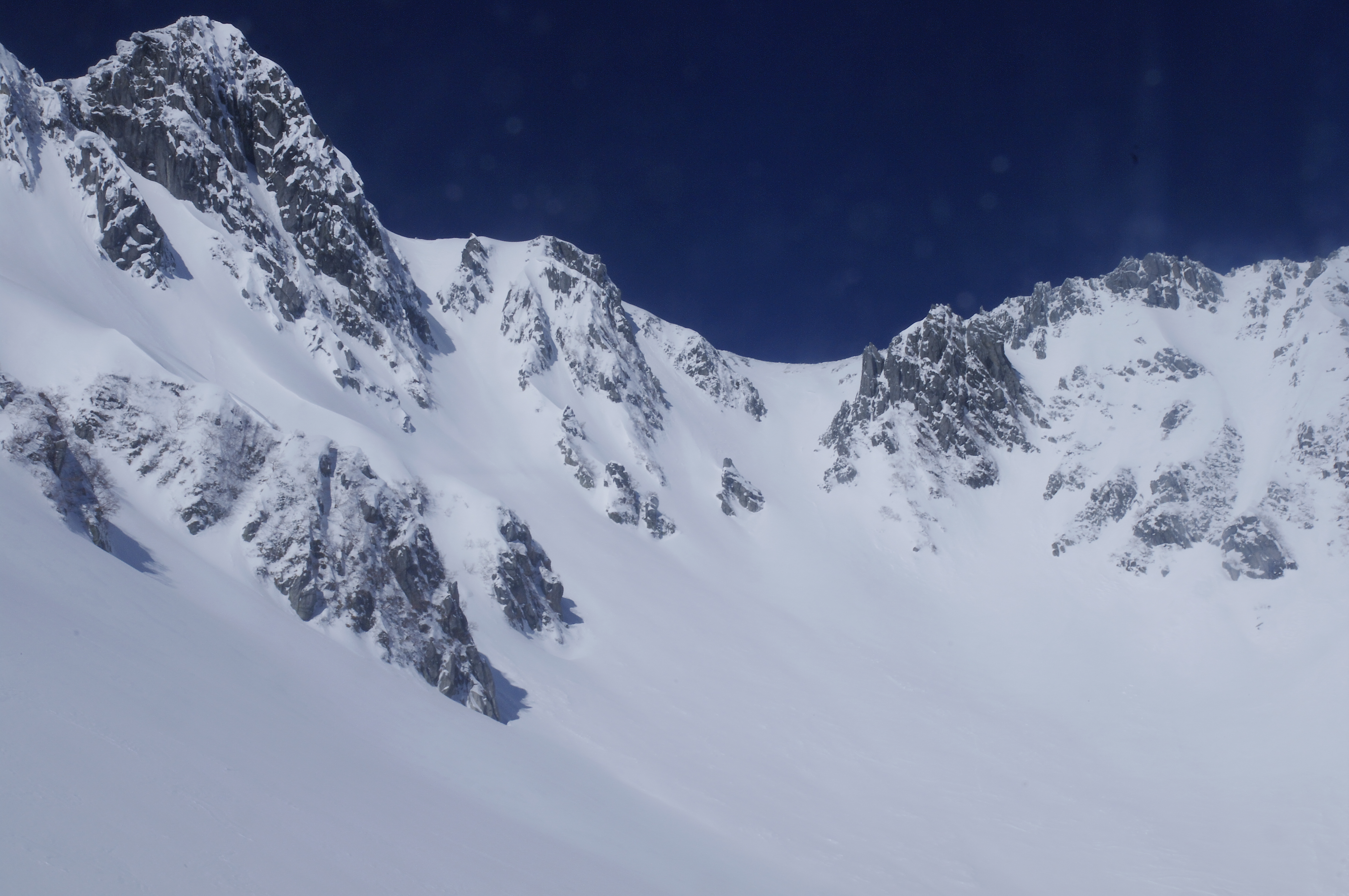
嚴冬的木曾山脈
寶劍岳（左）與千疊敷冰斗

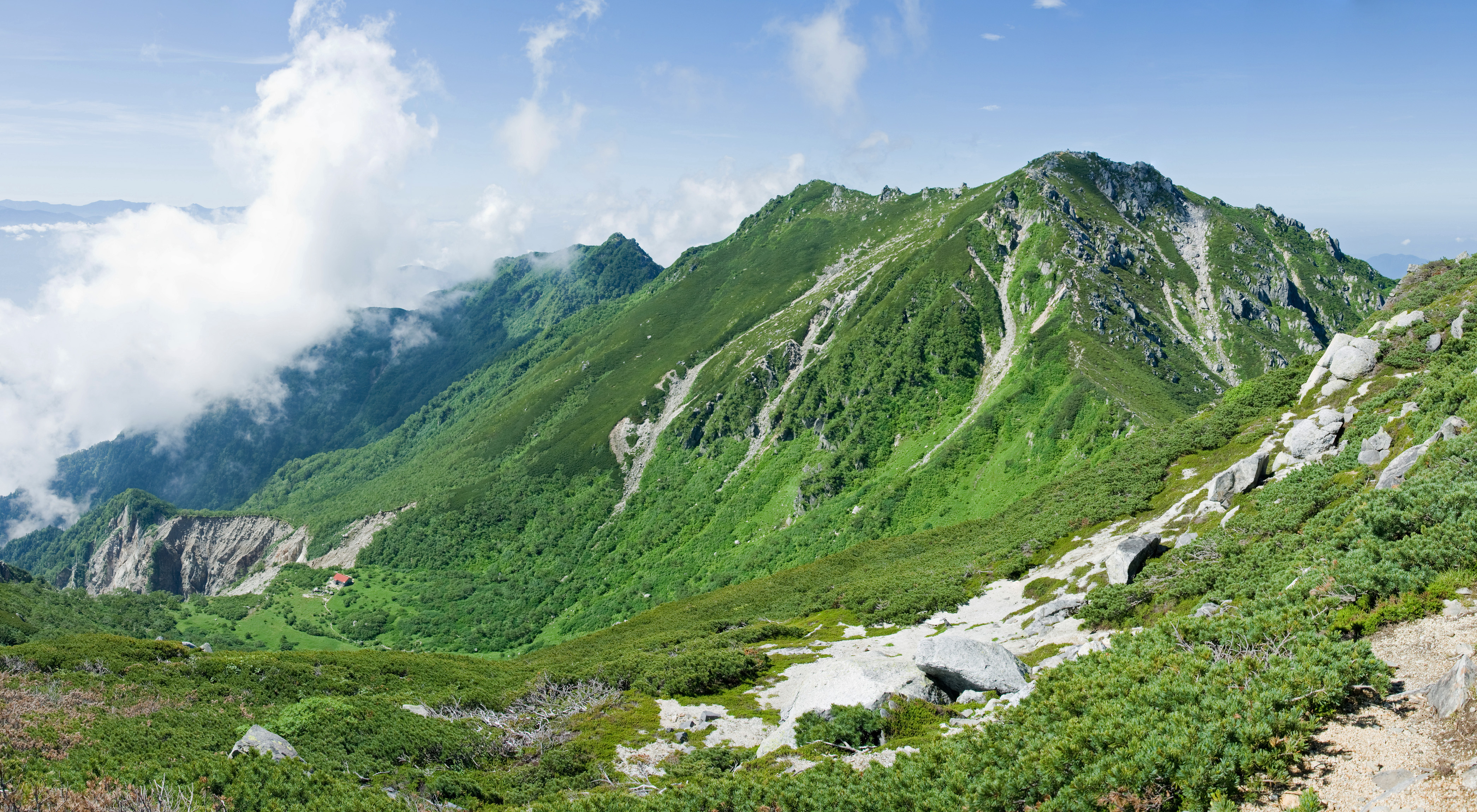
南駒岳與折缽窪冰斗

### 主稜線
| 山容 | 名稱     | 標高 （m） | 三角點 等級           | 木曾駒岳的 方位與距離（km） | 備註                      |
| ---- | -------- | ---------- | --------------------- | --------------------------- | ------------------------- |
|      | 經岳     | 2,296.25   | 二等                  | 北 14.7                     | 日本二百名山              |
|      | 大棚入山 | 2,375.21   | 二等                  | 北 6.5                      |                           |
|      | 將棊頭山 | 2,730      |                       | 北東 2.9                    | 西駒山莊                  |
|      | 木曾駒岳 | 2,955.95   | 一等                  | 0                           | 木曾山脈最高峰 日本百名山 |
|      | 寶劍岳   | 2,931      |                       | 南南東 1.0                  |                           |
|      | 三之澤岳 | 2,846.48   | 三等                  | 南南西 2.7                  |                           |
|      | 檜尾岳   | 2,727.74   | 三等                  | 南 4.3                      |                           |
|      | 熊澤岳   | 2,778      |                       | 南 5.6                      |                           |
|      | 東川岳   | 2,671      |                       | 南 7.1                      | ひがしかわだけ            |
|      | 空木岳   | 2,863.71   | 二等                  | 南 7.9                      | 日本百名山                |
|      | 赤椰岳   | 2,798      |                       | 南 9.3                      | あかなぎだけ              |
|      | 南駒岳   | 2,841      |                       | 南 9.8                      | 日本二百名山              |
|      | 仙涯嶺   | 2,734      |                       | 南 10.8                     | せんがいれい              |
|      | 越百山   | 2,613.24   | 三等                  | 南 12.2                     | 日本三百名山              |
|      | 奧念丈岳 | 2,303      |                       | 南 14.8                     |                           |
|      | 安平路山 | 2,363.14   | 三等                  | 南 17.9                     | 日本二百名山              |
|      | 摺古木山 | 2,168.52   | 一等                  | 南南西 20.5                 |                           |
|      | 兀岳     | 1,636.16   | 三等                  | 南南西 27.8                 |                           |
|      | 惠那山   | 2,191      | （一等） （2,189.81） | 南南西 42.9                 | 日本百名山                |
|      | 大川入山 | 1,907.74   | 二等                  | 南南西 47.5                 |                           |

### 前衛山 (木曾)
| 山容 | 名稱     | 標高 （m） | 三角點 等級         | 木曾駒岳的 方位與距離（km） | 備註         |
| ---- | -------- | ---------- | ------------------- | --------------------------- | ------------ |
|      | 風越山   | 1,698.50   | 二等                | 西南西 6.3                  |              |
|      | 糸瀨山   | 1,866.55   | 二等                | 南西 11.1                   |              |
|      | 南木曾岳 | 1,679      | （二等） (1,676.93) | 南西 26.3                   | 日本三百名山 |

### 前衛山 (伊那)
| 山容 | 名稱     | 標高 （m） | 三角點 等級 | 木曾駒岳的 方位與距離（km） | 備註 |
| ---- | -------- | ---------- | ----------- | --------------------------- | ---- |
|      | 烏帽子岳 | 2,194.47   | 二等        | 南 15.3                     |      |
|      | 念丈岳   | 2,290.65   | 三等        | 南 15.7                     |      |
|      | 風越山   | 1,535.08   | 二等        | 南 26.7                     |      |

## 主要河流
- 木曾川
- 天龍川

## 地理

### 峠
- 權兵衛峠（國道361號（日语：国道361号））
- 木曾殿越（東川岳與空木岳之間的鞍部）
- 大平峠（木曾峠）（夏燒山與兀岳之間的鞍部、長野縣道8號飯田南木曾線（日语：長野県道8号飯田南木曽線））
- 清內路峠（日语：清内路峠）
- 神坂峠（日语：神坂峠）（富士見台與千兩山之間的鞍部）
- 鳥越峠（千兩山與大判山之間的鞍部）

### 貫穿山脈的隧道

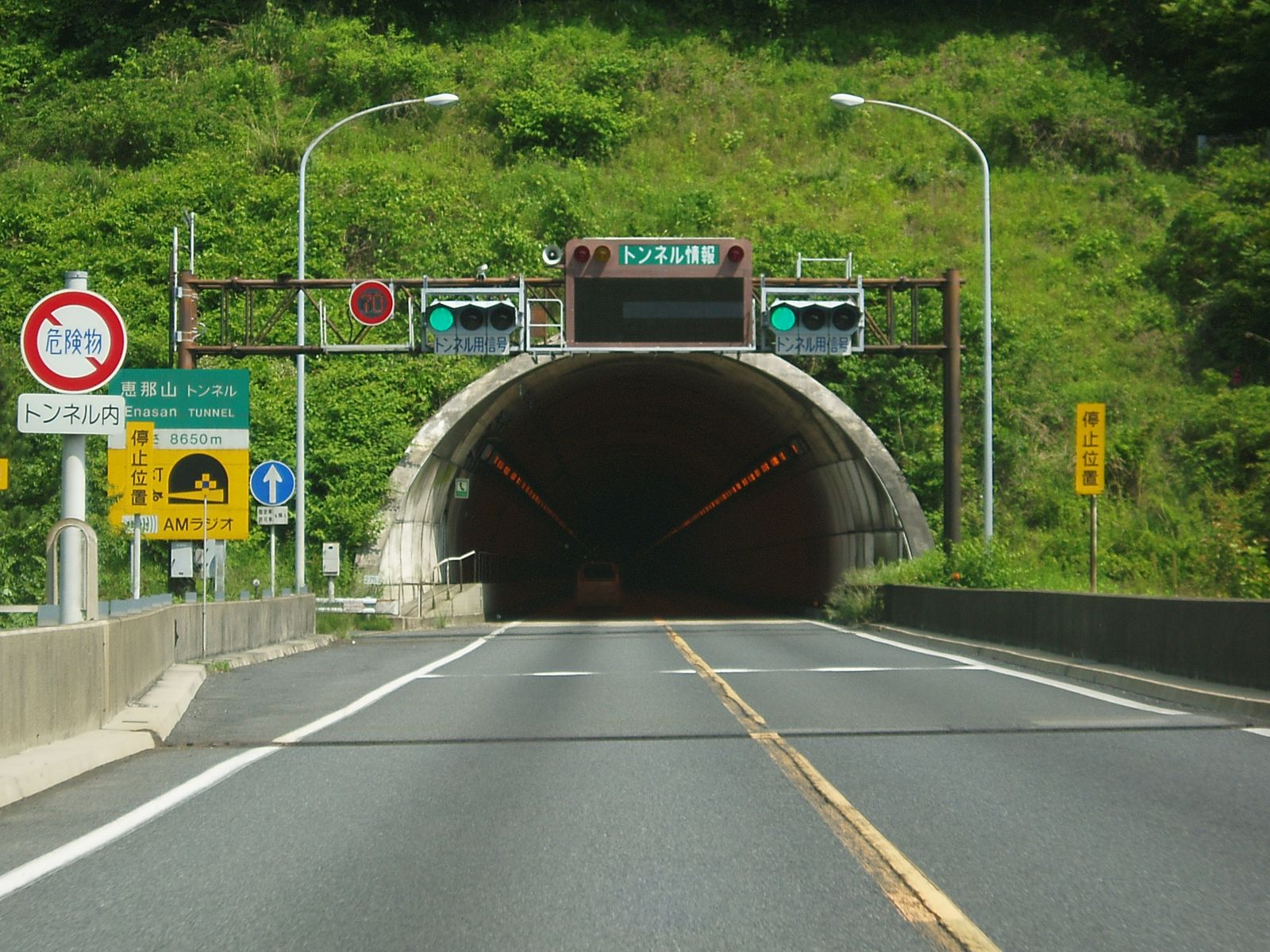
惠那山隧道（上行線坑口）

- 權兵衛隧道（日语：権兵衛トンネル）（權兵衛峠道路（日语：権兵衛峠道路）、國道361號）
- 清內路隧道（國道256號（日语：国道256号））
- 惠那山隧道（中央自動車道）
- 中央新幹線（構想中）

### 滑雪場
- 中央道伊那滑雪度假村（日语：中央道伊那スキーリゾート）
- 千疊敷滑雪場（日语：千畳敷スキー場）
- 駒根高原滑雪場（日语：駒ヶ根高原スキー場）
- HEAVENS SONOHARA SNOW WORLD（日语：ヘブンスそのはらSNOW WORLD）
- 治部坂高原滑雪場（日语：治部坂高原スキー場）

- 平谷高原赤坂滑雪場（日语：平谷高原赤坂スキー場）

## 相關圖片

### 木曾山脈風景
| 木曾山脈南部與飯田市區 從上空空拍 | 寶劍岳與千疊敷冰斗 從陣馬形山眺望 | 千疊敷冰斗 從千疊敷站方向眺望 | 木曾山脈主稜線 從池山尾根眺望 |